# Sveriges Domareförbund
Sveriges Domareförbund, som även kallas Domareförbundet, är ett yrkesförbund för svenska såväl ordinarie som icke ordinarie domare. Förbundet, som har 850 medlemmar, skall enligt stadgarna "värna om domstolarnas självständighet, att i övrigt bevaka frågor av betydelse för den dömande verksamheten samt att samla domarna till överläggningar i frågor av betydelse för domstolarna och domarkåren". Förbundet utger Tidskrift för Sveriges Domareförbund fyra gånger om året.